# Frank Kramer (Fußballspieler, 1960)
Frank Kramer (* 19. Januar 1960) ist ein ehemaliger deutscher Fußballspieler.
Am 6. September 1980 debütierte Kramer am 7. Spieltag der Saison 1980/81 für Tennis Borussia Berlin beim 1:0-Heimsieg gegen den VfL Osnabrück in der 2. Bundesliga, als er in der 73. Spielminute eingewechselt wurde. Sein einziges Profispiel über die volle Spieldistanz absolvierte Kramer am 30. September 1980 gegen den VfB Oldenburg. Sein fünftes Zweitligaspiel am 15. November 1980 gegen die SpVgg Erkenschwick blieb sein letzter Profieinsatz.